# Шпанут, Август
Август Шпанут (нем. August Spanuth; 15 марта 1857, Бринкум — 9 января 1920, Берлин) — немецкий музыкальный критик, пианист, музыкальный педагог, музыковед
.
Окончил Консерваторию Хоха во Франкфурте-на-Майне (1874), ученик Карла Хаймана и Иоахима Раффа. Работал в Кобленце и Бремене. В 1886—1906 гг. в США: выступал как пианист, некоторое время преподавал в Чикагской консерватории, публиковался как музыкальный критик сперва в Милуоки, затем в Нью-Йорке; среди американских учеников Шпанута, в частности, Дэвид Сапертон. Вернувшись в Германию, преподавал в Консерватории Штерна. С 1907 г. и до конца жизни — главный редактор газеты «Сигналы для музыкального мира», на страницах которой до этого выступал с обзорами американской музыкальной жизни. В том же 1907 году опубликовал «Методику фортепианной игры» (нем. Methodik des Klavierspiels; в соавторстве с Ксавером Шарвенкой).
Жена Шпанута Аманда Фабрис (англ. Amanda Fabris; 1865—1950) — американская оперная певица (меццо-сопрано), дебютировала в 1886 г., пела на сценах США, Канады и Англии, после замужества (1906) оставила сцену.